# Amphioplus brachiostictus
Amphioplus brachiostictus är en ormstjärneart som beskrevs av Tortonese 1949. Amphioplus brachiostictus ingår i släktet Amphioplus och familjen trådormstjärnor. Inga underarter finns listade i Catalogue of Life.